# Antonio di Benedetto
Antonio di Benedetto (n. 2 noiembrie 1922, Mendoza, Provincia Mendoza, Argentina – d. 10 octombrie 1986, Buenos Aires, Argentina) a fost un scriitor argentinian. 

## Biografie
El s-a născut la Mendoza, pe 2 noiembrie 1922, din părinți de origine italiană. Pasiunea pentru literatură îl cuprinde de timpuriu, fiind încurajat de către mama sa. O influență puternică este exercitată în adolescență de lecturile din Pirandello, a cărui operă, spunea chiar el, l-a inspirat pentru mare parte a creației sale.
De la 18 ani își descoperă vocația pentru jurnalism, iar în 1949 este redactor la ziarul "Los Andes" și corespondent la "La Prensa", publicație din Buenos Aires. În anii următori devine director adjunct al ziarelor "Los Andes" si "El Andino" din Mendoza, cărora le imprimă propriile sale orientări politice.
Debutează in 1953 cu volumul de povestiri Mundo animal (Lume animala), recunoscut de către critica specializată ca fiind deosebit de original. Urmează romanele El Pentagono - 1955 (Pentagonul, în edițiile ulterioare apare sub titlul de Annabella), El Silenciero - 1964 (în ediția din 1985 titlul e schimbat în El hacedor de silencio, Cel care făurește liniștea), Diego de Zama - 1956, și volumele de povestiri Grot - 1957, El carino de los tontos -1961 (Dragostea nătângilor) și El juicio del Dios - 1963 (Judecata Domnului).
Pe 24 martie 1976, după lovitura militară din Argentina, este arestat și întemnițat de către autoritățile din Mendoza, fără o acuzație concretă. În urma numeroaselor proteste ale unor personalități precum Heinrich Boll, Jean-Paul Sartre, Ernesto Sabato, Victoria Ocampo, Jorge Luis Borges, și alții, este eliberat în septembrie 1977, dar e obligat să plece în exil. În această perioadă publică volumele de povestiri Caballo en el salitral (Calul în deșertul de salpetru) și Cuentos del exilio (Povești din exil).
În mai 1984, Antonio di Benedetto s-a întors în țară, iar în anul următor publica ultimul său roman, Sombras nada mas (Doar umbre, nimic mai mult). Moare la 10 octombrie 1986, la Spitalul Italian din Buenos Aires, unde fusese internat în urma unei congestii cerebrale.
1. 1 2  Antonio Di Benedetto, Brockhaus Enzyklopädie, accesat în 9 octombrie 2017
2. 1 2  Antonio Di Benedetto, Babelio
3. 1 2  Antonio Di Benedetto, Autoritatea BnF
4. ↑  „Antonio di Benedetto”, Freebase Data Dumps[*] Verificați valoarea |titlelink= (ajutor)
5. ↑  Gran Premio de Honor (în spaniolă), 24 februarie 2024, accesat în 26 octombrie 2024